# فرد فيلدز
فرد فيلدز (بالإنجليزية: Fred Fields)‏ هو رسام توضيحي أمريكي، ولد في 1954 في كنتاكي في الولايات المتحدة.

## وصلات خارجية
- الموقع الرسمي